# Yisroel Shtern
Yisroel Shtern, né en 1894 à Ostrołęka, et décédé en 1942 au camp d'extermination de Treblinka, est un poète et journaliste polonais de langue yiddish. 

## Biographie
Yisroel Shtern est né à Ostrołęka, dans le nord-est de la Pologne, alors partie de l'Empire russe. Il grandit dans une famille juive économiquement défavorisée, son père, un instituteur, meurt jeune, laissant à sa mère qui vend des gâteaux faits maison et à son grand-père le soin de pourvoir aux besoins de la famille. Shtern étudie au heder et poursuit son éducation religieuse aux prestigieuses yechivot de Slobodka et de Łomża.
À la déclaration de la Première Guerre mondiale, Shtern se trouve à Vienne. Il est emprisonné en tant que citoyen russe et profite de cette période pour se familiariser avec la littérature et la philosophie européenne contemporaine. 
À la fin de la guerre, Shtern retourne en Pologne et s'installe à Varsovie, où il se lie avec des groupes d'étude affiliés au mouvement Musar. Il fréquente aussi bien les érudits talmudiques lituaniens que les hassidim de Bratslav. Dans sa vie privée, Shtern est solitaire, cherchant rarement la compagnie d'autres écrivains.  
Shtern publie son premier poème en 1919 dans l'hebdomadaire populaire Dos folk et plus tard dans le journal littéraire Der sne édité par Hillel Zeitlin, qu'il admire énormément et qui le reçoit chez lui. Dans les années 1921-1922, Shtern contribue aux publications modernistes Ringen (Liens) et Khalyastre (Groupe). Sa notoriété vient à la suite de la publication en 1923 dans Varshever almanakh (Almanach de Varsovie) d'un long poème intitulé Shpitol lider (Poèmes de l'hôpital) dans lequel Shtern décrit sa propre longue maladie. Dans la période avant la Seconde Guerre mondiale, il contribue à de nombreux journaux et périodiques, y compris ceux ayant une orientation politique nettement marquée, tel que les journaux bundistes Naye folks-tsaytung et Foroys ou le journal sioniste Haynt. La majorité de ses poèmes reflètent la détresse existentielle et la souffrance des Juifs qui croulent sous le fardeau économique de leur existence journalière. C'est apparemment pour cette raison que ses poèmes ont été jugés dignes d'être publiés dans les journaux bundistes, même s'ils ont été écrits par un Juif observant.    
Shtern publie aussi des critiques littéraires et des articles sur la vie publique dans les périodiques littéraires. Il essaye d'analyser l'essence de la littérature yiddish contemporaine, et expose ses faiblesses, principalement associées à la tendance shund (littérature trash). Ses écrits ont été rassemblés en un livre en 1955 à l'initiative de Menakhem Flakser et H. Leivick.
En octobre 1939, Shtern tente sans succès de traverser la frontière de la Pologne occupée vers l'Union soviétique. Il retourne à Varsovie et partagera le sort fatal des Juifs de la ville. Au début de 1942, il meurt presque de faim, mais est sauvé par ses collègues écrivains Rachel Auerbach et Yosef Kirman qui le place dans un hospice de réfugiés. Malgré sa santé chancelante, Shtern continue à lire et à écrire de la poésie dans le ghetto. Cependant ses poèmes ont été perdus. 
D'après le témoignage d'Auerbach, Shtern a reçu un permis de travailleur au début de la déportation des Juifs de Varsovie, un document qui lui a temporairement prolongé la vie jusqu'en septembre 1942 date à laquelle il est déporté vers le camp d'extermination de Treblinka et assassiné.

## Œuvres traduites en anglais
Quelques-uns des poèmes de Shtern ont été traduits en anglais et publiés dans des anthologie de poésies yiddish:
- (en): dans the Penguin book of Modern Yiddish Verse; rédacteurs: Irving Howe, Ruth Wisse et Khone Shmeruk; éditeur: Viking Adult; New York; 1987: trois poèmes traduits en anglais par Robert Friend; pages: 335 à 343;  (ISBN 0670805076 et 978-0670805075)
- (en): dans: A Treasury of Yiddish Poetry; rédacteur: Irving Howe et Eliezer Greenberg; éditeur:  Holt, Rinehart and Winston; Schocken; 1969; deux poèmes traduits en anglais par Etta Blum; pages: 225 et 226;  (ISBN 003066425X et 978-0030664250)
- (en): dans: Great Yiddish Writers of the Twentieth Century: éditeur: Jason Aronson; Londres; 1987; essai traduit par Joseph Leftwich; pages: 790 à 793;  (ISBN 0876689527 et 978-0876689523)

Actuellement le Yisroel Shtern Project, supporté par l'Australian Centre for the Study of Jewish Civilization, met en ligne les traductions en anglais des poèmes et essais de Shtern.